# Elena Murgoci
Elena Murgoci, z domu Florea (ur. 20 maja 1960 w Vaslui, zm. 24 sierpnia 1999 w Târgoviște) – rumuńska lekkoatletka specjalizująca się w biegach długodystansowych.

## Kariera
W wieku 17 lat została zauważona przez Petre Murgociego, który został jej trenerem.
W latach 1985–1991 zanotowała serię 11 zwycięstw w biegach maratońskich. W 1986 wygrała maraton w Tel Awiwie z czasem 2:49:32 oraz maraton w Pjongjangu z czasem 2:37:11. W 1987 zwyciężyła w Karl Marx Stadt Marathon w Chemnitz z czasem 2:37:15. W 1988 wygrała maraton w Amsterdamie z czasem 2:41:56, a rok później zwyciężyła maraton w Rotterdamie z czasem 2:32:03, pobijając rekord kraju. W 1992 zajęła 32. miejsce na igrzyskach olimpijskich z czasem 3:01:46 (dwa miesiące wcześniej, podczas mistrzostw kraju, zanotowała czas 2:29:02 – na trasie około kilometra krótszej od biegu maratońskiego).
Sześciokrotna mistrzyni kraju w maratonie (1985-1989, 1992) i trzykrotna na 10 000 m (1986, 1988, 1989). W czasie kariery ustanowiła 11 rekordów Rumunii.
Podczas mistrzostw świata w półmaratonie (1993) zajęła 5. miejsce indywidualnie oraz wywalczyła złoto w drużynie.
We wrześniu 1996 została dożywotnio zdyskwalifikowana przez rumuńską federację lekkoatletyczną za doping.
Rekordy życiowe:
- bieg na 3000 metrów – 8:58,28 s (1988)
- bieg na 5000 metrów – 15:27,29 s (Bukareszt, 31 lipca 1993)
- bieg na 10 000 metrów – 32:08,60 s (Bukareszt, 3 lipca 1993)
- półmaraton – 1:10:13 (Bukareszt, 21 sierpnia 1993)
- maraton – 2:32:03 (Rotterdam, 16 kwietnia 1989, maraton w Rotterdamie)

## Losy po zakończeniu kariery
Po zakończeniu kariery pracowała jako trenerka i działaczka lekkoatletyczna. Została zamordowana 24 sierpnia 1999 przez swojego konkubenta, Ioana Constandache. Pochowana została 28 sierpnia 1999 w Rediu.

## Życie prywatne
Z małżeństwa ze swoim trenerem, Petre Murgocim, miała syna Petru.